# 岩崎淑
岩崎 淑（いわさき しゅく、1937年（昭和12年）4月3日 - ）は、日本のピアニスト、教育者。桐朋学園大学大学院大学教授、尚美学園大学大学院客員教授、くらしき作陽大学、武庫川女子大学客員教授。第3回高松国際ピアノコンクールの音楽監督代行兼審査員長も務める。

## 人物・来歴
岡山県倉敷市出身。設立当時まだ4年制になる前の桐朋学園を経て、アメリカハートフォード大学音楽学部、同ジュリアード音楽院、イタリアキジアーナ音楽院で学ぶ。井口秋子、井口基成、J.ラタイナ、B.ミケランジェリ、S.ロレンツィ、I.フロインドリッヒなどに師事。1967年ミュンヘン国際音楽コンクール、1968年ブダペスト国際コンクール、1970年チャイコフスキー国際コンクール（チェリストである弟の岩崎洸と共に受賞）をはじめ、世界の名だたる国際コンクールにて業績を残してきた。
帰国後、日本と海外とを頻繁に行き来し、海外では、ヤーノシュ・シュタルケル、ポール・トルトゥリエ、ペーター・ルーカス＝グラーフ、イツァーク・パールマン、アンドレ・ナヴァラ、イヴリー・ギトリス、ミッシャ・マイスキー、モーリス・ジャンドロン、ウート・ウーギ、ギドン・クレーメル等との共演による室内楽の活動を専門に盛んに続けてきた。本場のクラシック音楽がまだ充分に理解されていない日本において、"アコンパニスト"（accompanist）としてのピアニストの重要さを説き、活発な演奏活動を実践してきた。
演奏活動と並行して桐朋学園大学で後進の指導にも当っている。年間の半分ほどは海外で活動しながら、現地での演奏・レコーディングの他に、イタリアキジアーナ音楽院室内楽クラス、オランダミュージック・セッションズ伴奏科、フランスクールシュヴェール伴奏科などで教鞭をとっている。イタリアヴィオッティ・ヴァルセジア国際音楽コンクールとカントゥ国際音楽コンクールの審査員を長年務めてきており、それ以外の多くの国際コンクールにおいて審査員として呼ばれている。国内外の有望な若手演奏家の招聘にも熱心で、また1979年より、岩崎洸や久保陽子ほかによる「沖縄ムーンビーチミュージック・キャンプ＆フェスティバル」を主宰し、1997年より「沖縄国際音楽祭」音楽監督、倉敷市文化振興財団アドヴァイザーを務めた。
毎年異なった編成や様々な時代、様々な演奏家たちによる多彩な音楽志向で行うという全国コンサート「岩崎淑ミュージック・イン・スタイル」が1979年から現在まで続けられており、日本における超ベテラン陣と共に、期待の新人演奏家を織り交ぜ、更に、特別な年以外は基本的に新作委嘱と初演を行っている。「岩崎淑ミュージック・イン・スタイル」が日本の音楽界に果たしてきた功績は高く評価され、1990年芸術祭賞を受賞した。また、1997年イタリア・ヴァルセジア音楽協会プンチェット金賞、1999年ノルウェー王国功労勲章の各章を受賞・受章。
著書の中でも、アコンパニストとしての人格の豊かさや柔軟さ、気遣いについて説いている。近著に、『アンサンブルのよろこび』（春秋社）がある。